# Vargem Grande Paulista
Vargem Grande Paulista är en kommun i Brasilien.   Den ligger i delstaten São Paulo, i den sydöstra delen av landet, 900 km söder om huvudstaden Brasília. Antalet invånare är 42 946. Arean är 42 kvadratkilometer.
Terrängen i Vargem Grande Paulista är platt.
I omgivningarna runt Vargem Grande Paulista växer i huvudsak städsegrön lövskog. Runt Vargem Grande Paulista är det tätbefolkat, med 881 invånare per kvadratkilometer.